# Wawrzyniec Centt
Wawrzyniec Centt (ur. 5 sierpnia 1823 w Koźminku, zm. 9 sierpnia 1905 w Krakowie) – polski duchowny rzymskokatolicki, kanonik.

## Życiorys
Uczył się w pensjonacie ojców bernardynów w Warcie oraz w Kaliszu. Następnie kształcił się w seminarium duchownym we Włocławku. Święcenia kapłańskie otrzymał w lutym 1847. Wkrótce potem został wikariuszem w Witowie. Później został proboszczem w Sulejowie. Otrzymał tytuł kanonika katedry podlaskiej. W czasie konspiracji powstania styczniowego był wojewodą kaliskim, (pełnił rolę cywilnego komisarza województwa kaliskiego). Następnie udał się na emigrację do Paryża, gdzie przebywał do 1871 i pracował w gminie demokratycznej na Batygnolu. Powrócił na ziemie polskie i przebywał we Lwowie oraz Krakowie. W latach 1871–1876 był kapelanem, katechetą oraz profesorem historii i literatury w szkole rolniczej w Czernichowie. Po pięciu latach został penitancjarzem w kościele Najświętszej Marii Panny w Krakowie (1876-1891) oraz katechetą w seminarium nauczycielskim męskim. Został administratorem kościoła Najświętszej Marii Panny w Krakowie, a także nauczycielem śpiewu gregoriańskiego w seminarium diecezjalnym i w towarzystwie muzycznym, dyrektorem i katechetą w szkole klarysek u św. Andrzeja. Od 1 września 1891 był rektorem księży emerytów. Od 1894 do 1896 kierował renowacją kościoła św. Marka w Krakowie. Został pochowany na Cmentarzu Rakowickim w Krakowie w kwaterze powstańców styczniowych